# ジークフリート・クルツ
ジークフリート・クルツ（Siegfried Kurz, 1930年7月18日 - 2023年1月8日）は、ドイツの指揮者。

## 生涯
ドレスデン出身。1945年にドレスデン音楽大学に入学し、フィデリオ・フリードリヒ・フィンケに作曲、エルンスト・ヒンツェに指揮法、エドゥアルト・ザイフェルトにトランペットを師事して1950年に卒業。在学中の1949年からドレスデン国立歌劇場の劇音楽担当の指揮者として音楽活動を始める。1960年から同歌劇場のオペラの指揮者陣に加わり、1965年に同歌劇場のカペルマイスターに昇格。1971年から1975年まで同歌劇場の音楽総監督を務め、1975年からは1983年まで同歌劇場の音楽監督として在任した。1979年から母校の作曲科で教鞭を執った。
2023年1月8日死去。